# Concours (EU)
Die Information in diesem Artikel sind völlig veraltet und spiegeln nicht die aktuelle Situation wider.
Die Concours sind Wettbewerbe, die das Europäische Amt für Personalauswahl (EPSO) veranstaltet. Sie dienen zur Besetzung von Reservelisten für unbefristete Mitarbeiter bei den Institutionen der Europäischen Union. Der Ursprung des Begriffs kommt von dem französischen Wort Concours und wird im EU-Jargon meist statt der offiziellen deutschen Bezeichnung allgemeines Auswahlverfahren verwendet.
Da die Anzahl der Bewerber pro Platz auf einer Reserveliste teilweise mehr als 100 beträgt, wird ein stark standardisiertes Verfahren benötigt, um eine zumindest formal gerechte Auswahl zu treffen.

## Ablauf
Die meisten 'großen' Concours werden heute auf die folgende Weise durchgeführt:
- In einem ersten Teil werden Multiple-Choice-Aufgaben zum Fachgebiet der zu füllenden Reserveliste, zur Entwicklung des Europäischen Einigungsprozesses sowie zu sprachlich-logischen Fähigkeiten gestellt. In jedem der drei Bereiche muss ein Bewerber mindestens die Hälfte aller Fragen richtig beantworten und außerdem zu einer vorher festgelegten (und im Amtsblatt der Europäischen Union veröffentlichen) Anzahl der Bewerber mit der höchsten Punktzahl gehören.
- Diese Bewerber werden nun aufgefordert, eine schriftliche Bewerbung einzureichen (die Kommunikation zwischen Bewerber und EPSO erfolgt zuvor allein auf elektronischem Wege über die Website von EPSO). Aufgrund der Unterlagen wird geprüft, ob die Kandidaten die ebenfalls in der Ausschreibung bekannt gegebenen formalen Bedingungen erfüllen, z. B. eine bestimmte Art von Hochschulabschluss nachweisen können.
- Obwohl alle Bewerber am Tag des Wettbewerbes auch über mehrere Stunden lang Aufsätze zu einem Thema aus ihrem Fachgebiet schreiben mussten, werden nur die Aufsätze derjenigen Bewerber gelesen, die bislang noch nicht aussortiert worden sind. Da Multiple-Choice-Aufgaben automatisch ausgewertet werden können, wird so der Gesamtaufwand für die Durchführung des Concours begrenzt.
- Auch bei den Aufsätzen muss jeweils mindestens die Hälfte der Höchstpunktzahl erreicht werden und nur diejenigen scheiden nicht aus, die am Ende insgesamt die meisten Punkte haben.
- Diese Bewerber werden zu einer mündlichen Prüfung eingeladen, üblicherweise nach Brüssel oder nach Luxemburg, dem Sitz der meisten Organe und Institutionen der Europäischen Union. Das Gespräch mit dem für das Auswahlverfahren zuständigen Prüfungsausschuss wird ebenfalls bewertet. Auch hier muss mindestens die Hälfte der möglichen Punkte erreicht werden. Von den Bewerbern, die dies geschafft haben, werden am Ende so viele ausgewählt, wie auf der zu besetzenden Reserveliste Platz haben.

Das Verfahren findet meist an mehreren Städten in der Europäischen Union zeitgleich und in zahlreichen verschiedenen Sprachen statt. Dabei werden z. B. Messehallen, Turnhallen oder Säle von Kongresszentren genutzt, um die Bewerber unterzubringen.

## Lernhilfe
Für die Concours Vorauswahltests ist die Schnelligkeit genauso wichtig wie Wissen. Es ist wichtig, zu lernen, die Fragen unter Zeitdruck zu beantworten.
Da EPSO übergegangen ist, die Auswahltests „EU allgemein“ und „Test zum Sprach- und Zahlenverständnis“ am Computer durchzuführen, wird eine praxisnahe Vorbereitung immer wichtiger. Eine Liste von EU-Buchhandlungen wird von der Confédération Syndicale Européenne herausgegeben. Das größte Angebot von Büchern, die sich auf den Concours beziehen, hat die Librairie Européenne, welche bei der Kommission in Brüssel sitzt.
An Büchern gibt es drei Kategorien:
- reine Lehrbücher (z. B. Access to European law)
- Lehrhefte zum Verfahren und zum Aufbau, Logik und Lösung der Tests
- Lehrbücher mit Simulationsfragensammlung kombiniert, die auch in zweisprachigen Ausgaben erscheinen (z. B. EU Concours: Leitfaden zur Europäischen Union)

Seminare zur Vorbereitung auf die schriftlichen und mündlichen Tests werden für deutsche Teilnehmer vom Auswärtigen Amt in Berlin angeboten. Die deutsche Vertretung in Brüssel unterstützt erfolgreiche Teilnehmer darüber hinaus auch nach dem Concours mit Informationen.